# هوارد جاكسون (ملحن)
هوارد جاكسون (بالإنجليزية: Howard Jackson)‏ هو ملحن أمريكي، ولد في 8 فبراير 1900 في سانت أوغسطين في الولايات المتحدة، وتوفي في 4 أغسطس 1966 في فلوريدا في الولايات المتحدة.

## وصلات خارجية
- هوارد جاكسون على موقع IMDb (الإنجليزية)
- هوارد جاكسون على موقع أول موفي (الإنجليزية)
- هوارد جاكسون على موقع قاعدة بيانات الأفلام السويدية (السويدية)
- هوارد جاكسون على موقع قاعدة بيانات الفيلم (الإنجليزية)
- هوارد جاكسون على موقع كينوبويسك (الروسية)